# تاکاماسا اوئه
تاکاماسا اوئه (انگلیسی: Takamasa Oe؛ زادهٔ ۶ ژانویهٔ ۱۹۸۱) فیلم‌نامه‌نویس اهل ژاپن است.